# カーディナル (カードメーカー)
カーディナル株式会社（Cardinal Co., Ltd.）は、大阪府大阪市城東区に本社を置く、磁気カードを中心とした様々なタイプの認証カードの製造をおこなう企業である。

## 会社概要
磁気カードを中心に、色々な分野で用いられるカードの製造をおこなう。一般的に認証用から決済用のプリペイドカードまで幅広く製造をおこなう（ただしクレジットカードの製造については、業界最大手である凸版印刷などがおこなっているため、同社はその分野に参入していない）。
また子会社を通じて、自社発行のポイントカードと顧客管理システムとを一括して、携帯電話にメール配信する「E-でんしょばと」なるソフト事業も並行して展開している。
同社のイメージキャラクターであるショウジョウコウカンチョウは、同社が専業とする「カードの製造」と、英語名のカーディナル（Cardinal）とを引っ掛けて出来た名に因むもので、同社の本社ビル屋上にも飼育場が設けられている。
- 本社所在地：大阪府大阪市城東区新喜多2-6-14
- 東京支社：東京都千代田区飯田橋3-1-9

## 沿革
- 1967年（昭和42年）10月 - 株式会社宮田機械印刷研究所設立。
- 1968年（昭和43年）9月 - カード製造卸を開始。
- 1990年（平成2年）7月 - カーディナル株式会社に商号変更。
- 2000年（平成12年）8月 - 大阪証券取引所新市場部（現・ジャスダック）に上場。
- 2006年（平成18年）6月 - 株式会社ウィルワンカードを設立。
- 2009年（平成21年）4月 - 株式会社ウィルワンカードを吸収合併。
- 2021年（令和3年）10月 - マネジメント・バイアウトの一環として山田マーケティング株式会社が株式公開買付けを実施し、議決権所有割合ベースで53.23%の株式を取得。
- 2022年（令和4年）1月 - ジャスダック上場廃止。株式併合により株主は山田マーケティング株式会社及び創業者・経営者一族のみとなる。

## 製品
- 磁気カード
- プラスチックカード
- ICカード